# Yoshito Ōkubo
Yoshito Ōkubo (jap. 大久保 嘉人, Ōkubo Yoshito; * 9. Juni 1982 in Kanda, Präfektur Fukuoka) ist ein ehemaliger japanischer Fußballspieler.

## Karriere

### Jugend
Ōkubo besuchte von 1998 bis 2000 die Kunimi-Oberschule in Kunimi, heute Unzen, die auch andere bekannte japanische Fußballprofis wie Sōta Hirayama oder Hokuto Nakamura besuchten.

### Verein
2001 wurde er bei Cerezo Osaka Fußballprofi und schoss in vier Jahren 51 Tore in 95 Ligaspielen. 2002 hatte er mit 18 Toren in der 2. Liga großen Anteil am unmittelbaren Wiederaufstieg seiner Mannschaft nach dem Abstieg im Vorjahr als 16. der Liga. 2005 wechselte er dann in die spanische Primera División zu RCD Mallorca. Dort gelang ihm jedoch nie der Durchbruch und er schoss in 39 Spielen nur 5 Tore. Nach zwei Jahren in Spanien kehrte Ōkubo daher zu Cerezo Osaka zurück. Viele Cerezo-Fans glaubten, dass er die Rettung für den Verein wäre, da das Team gegen den Abstieg in die 2. Liga kämpfte. Seine 6 Tore in 21 Spielen reichten jedoch nicht, um Cerezo vor dem Abstieg zu bewahren.
Nach dem Abstieg Cerezo Osakas wechselte er zur Saison 2007 zu Vissel Kōbe, die die Relegation gegen Avispa Fukuoka gewannen und somit den Aufstieg in die erste Liga schafften. Bei Vissel Kōbe verbesserten sich Ōkubos Torleistungen mit 14 Toren in 31 Ligaspielen in der Saison 2007. Mit diesen Leistungen lenkte er die Aufmerksamkeit europäischer Teams auf sich. Im Winter der Saison 2008/09 verpflichtete ihn schließlich der deutsche Bundesligist VfL Wolfsburg. Bei den Wölfen traf Ōkubo auf seinen Nationalmannschaftskollegen Makoto Hasebe. Sein Debüt in der Bundesliga gab der Japaner am 31. Januar 2009 gegen den 1. FC Köln. Von Trainer Felix Magath wurde Ōkubo in der 66. Minute für Christian Gentner eingewechselt und bereitete auf Anhieb für Grafite den 1:1-Ausgleichstreffer vor. In seinem ersten halben Jahr in der Bundesliga kam er neunmal als Einwechselspieler im letzten Spieldrittel zum Einsatz. Nach Ablauf der Rückrunde stand der VfL Wolfsburg erstmals in der Vereinsgeschichte als Deutscher Meister fest. Zur Saison 2009/10 wechselte er zurück zu Vissel Kōbe.
Im Januar 2013 wechselte er zu Kawasaki Frontale, wo er dreimal Torschützenkönig der J-League wurde. Anschließend wechselte er im Januar 2017 zum FC Tokyo. Nach nur einem Jahr unterschrieb er Anfang 2018 einen Vertrag beim Erstligisten Kawasaki Frontale. Für den Club aus Kawasaki  spielte er bis Mitte 2018. Im Juli 2018 wechselte er zum Ligakonkurrenten Júbilo Iwata. Ende 2019 stieg er mit dem Verein aus Iwata in die zweite Liga ab. Nach dem Abstieg verließ er den Verein und schloss sich Anfang 2020 dem Zweitligisten Tokyo Verdy an. Für Verdy absolvierte er 19 Zweitligaspiele. Im Januar 2021 wechselte er wieder in die erste Liga, wo ihn Cerezo Osaka aus Osaka unter Vertrag nahm. In seiner letzten Saison bestritt er 29 Erstligaspiele und schoss dabei sechs Tore.
Am 1. Februar 2022 beendete Ōkubo seine Karriere als Fußballspieler.

### Nationalmannschaft
Sein Nationalmannschaftsdebüt gab Ōkubo am 31. Mai 2003 im Freundschaftsspiel gegen Südkorea. Lange Zeit blieb er in der Nationalmannschaft ohne Torerfolg, sodass er von Nationaltrainer Zico nach seinem Wechsel nach Spanien 2005 nicht mehr für die Nationalmannschaft berücksichtigt wurde. Nach knapp einem Jahr ohne Länderspiel in der A-Nationalmannschaft nominierte ihn 2005 Zico für die Europa-Reise der Japaner, bei der er aber nur kurz zum Einsatz kam. Nach zwei weiteren Jahren ohne Länderspiel wurde er vom neuen Nationaltrainer Ivica Osim aufgrund seiner guten Leistungen bei Vissel Kōbe wieder ins Aufgebot gegen Kamerun berufen, wo er direkt in der Startelf stand. Bereits im nächsten Spiel gegen Ägypten gelangen ihm seine ersten zwei Tore in der Nationalmannschaft. Auch vom neuen Nationaltrainer Takeshi Okada wird Ōkubo nun regelmäßig in die Nationalmannschaft berufen. Im Februar gelang ihm gegen Thailand in der Qualifikation für die WM 2010 ein weiterer Treffer.
2004 spielte er für das Olympiateam Japans bei den Olympischen Sommerspielen in Athen.
Ōkubo stand im Aufgebot des Kirin Cup 2003, des Konföderationen-Pokal 2003 und der ostasiatischen Fußballmeisterschaft 2003. Er wurde für die Fußball-Weltmeisterschaft 2010 in Südafrika nominiert.

## Erfolge
VfL Wolfsburg
- Deutscher Meister: 2008/09

## Auszeichnungen
- Wahl zum besten Nachwuchsfußballer in Asien: 2003

- J.League-Torschützenkönig: 2013, 2014, 2015